# Koga (Ibaraki)
Koga (Japans: 古河市, Koga-shi) is een stad in in het uiterste zuidoosten van de prefectuur Ibaraki op het eiland Honshu in Japan. De stad heeft een oppervlakte van 123,58 km² en medio 2008 ruim 144.000 inwoners. De stad ligt aan de rivier de Waterase.
Koga is bekend om de kool, bekend als kabutsu, die daar gekweekt wordt.

## Geschiedenis
Koga dateert uit de Tokugawaperiode toen rond 1500 een kasteel werd gebouwd bij een doorwaadbare plaats aan de rivier. De locatie van het kasteel is nog steeds zichtbaar.
Op 1 augustus 1950 werd Koga een stad (shi).
Op 15 maart 1955 werd het dorp Shingo (新郷村, Shingō-mura) aan Koga toegevoegd.
Op 9 december 2005 werden de gemeentes Sowa (総和町, Sōwa-machi) en Sanwa (三和町, Sanwa-machi) aan Koga toegevoegd.

## Bezienswaardigheden
- Oude heiligdommen gewijd aan O-inari en oude tempels zoals de Hase Kannon.
- Sogo-park aan de Waterase. Dit is een voormalig zomerpaleis van een lokale shogun. Er staan twee gerestaureerde boerderijen uit de 17e eeuw.
- In het westelijk deel van Koga (gezien vanaf het station) staan nog veel oude gebouwen.
- Festivals zoals het vuurwerkfestival aan de rivier in de eerste week van augustus en het lantaarnfestival in december.

## Verkeer
Koga ligt aan (het Utsunomiya-lijn gedeelte van) de Tōhoku-lijn van de East Japan Railway Company en aan de Tōbu-Nikkō-lijn van de Tōbu Spoorwegen.
Koga ligt aan de autowegen 4, 125 en 354.

## Stedenbanden
Koga heeft een stedenband met
- Xuanhua, China

## Geboren in Koga
- Doi Toshikatsu (土井利勝, Doi Toshikatsu), zestiende-eeuwse hoge ambtenaar
- Hideo Jinpu (神風 英男, Jinpū Hideo) politicus van de DPJ
- Kawanabe Kyosai (河鍋暁斎, Kawanabe Kyōsai), negentiende-eeuwse kunstschilder
- Michiko Nagai (永井路子, Nagai Michiko), schrijfster
- Sayaka Aoki (あおき さやか, Aoki Sayaka), stemactrice
- Kosuke Suda (須田 興輔, Suda Kōsuge), voetballer

## Aangrenzende steden
- Bandō
- Oyama
- Yūki